# Ordeal of the Union
Ordeal of the Union, opera in otto volumi (pubblicata tra il 1947 e il 1971) sulla guerra civile americana da Allan Nevins, è il capolavoro dello storico statunitense, terminato proprio poco prima della sua morte. 
Compongono l'opera i volumi:
1. Fruits of Manifest Destiny, 1847–1852
2. A House Dividing, 1852–1857
3. Douglas, Buchanan, and Party Chaos, 1857–1859
4. Prologue to Civil War, 1859–1861
5. The Improvised War, 1861–1862
6. War Becomes Revolution, 1862–1863
7. The Organized War, 1863–1864
8. The Organized War to Victory, 1864–1865

Per gli ultimi due volumi, pubblicati nel 1971, Nevins vinse il National Book Award.